# Synagoge Gerard Doustraat

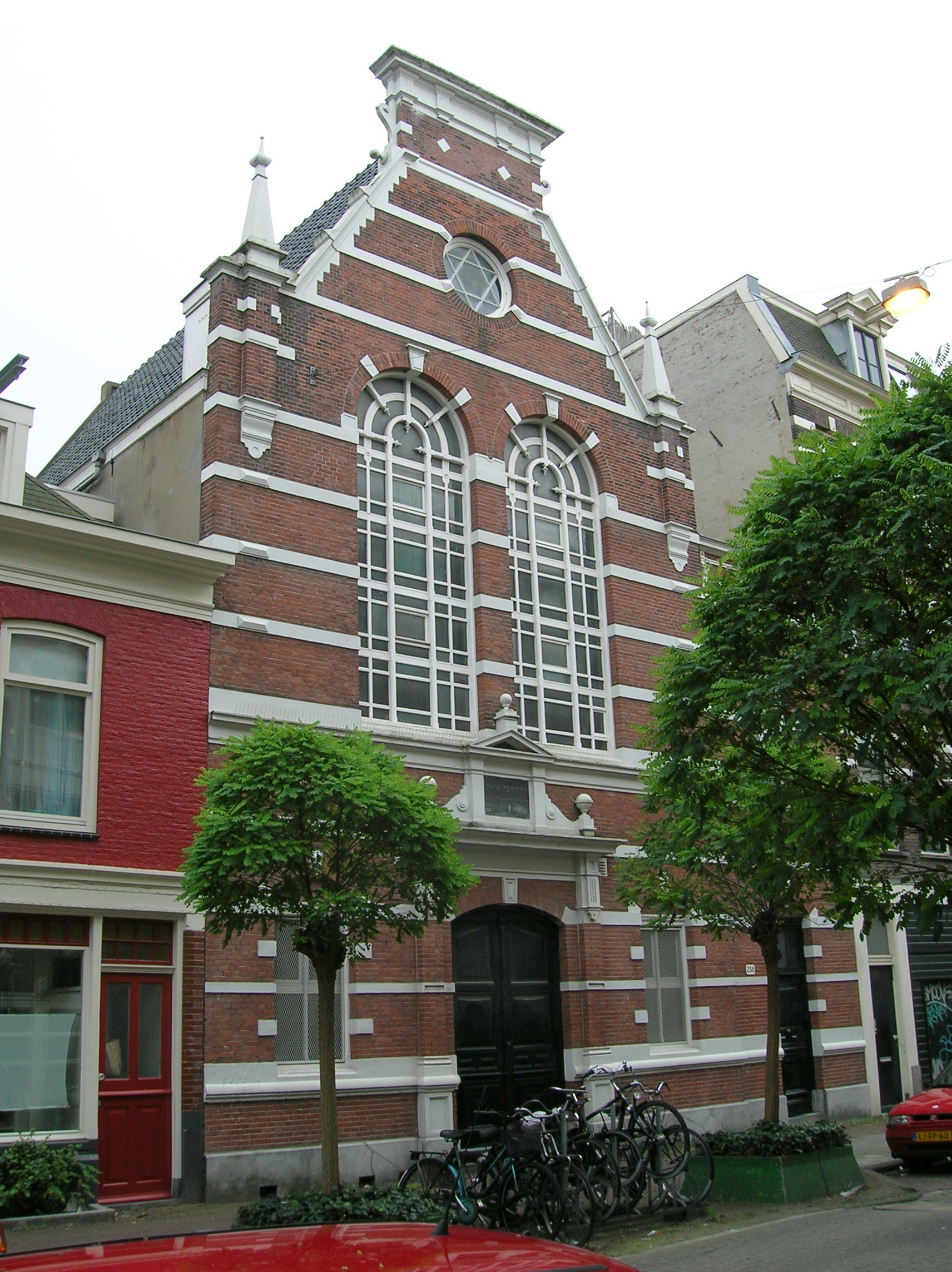
Synagoge in de Gerard Doustraat, de Pijp, Amsterdam

De Synagoge Gerard Doustraat in de Amsterdamse wijk de Pijp werd in 1892 in opdracht van Ashkenazische chevre Tesjoe'at Israël (Hulpe Israëls) gebouwd. Architect E.M. Rood (1851–1929) koos voor een neo-renaissancistische bouwstijl.
Tussen de woonhuizen in de straat valt de synagoge Gerard Doustraat 238 nauwelijks op. Dat is wellicht ook de reden dat de Duitse bezetter in de Tweede Wereldoorlog de synagoge niet opmerkte en de diensten tot in 1943 konden doorgaan. Ondanks de moord op talrijke sjoelgangers en omdat het gebouw betrekkelijk ongeschonden de oorlog doorgekomen was, werd hier een van de eerste diensten na de bevrijding gehouden.
De Gerard Dousjoel was de officiële standplaats van opperrabbijn Justus Tal, tot zijn overlijden in 1954.
De synagoge biedt plaats aan 250 mannen en 70 vrouwen. Het is een van de synagogen in of nabij de binnenstad van Amsterdam die in gebruik zijn. De andere zijn de Portugees-Israëlietische Synagoge aan het Mr. Visserplein, de synagoge in de Nieuwe Uilenburgerstraat en de Russische sjoel in de Nieuwe Kerkstraat.